# Station Treysa
Station Treysa is een spoorwegstation in de Duitse plaats Schwalmstadt. Het station werd in 1908 geopend. 